# 苏希亚尔 (敖德萨州)
47°36′39″N 30°38′0″E / 47.61083°N 30.63333°E
苏希亚尔（烏克蘭語：Сухий Яр），2024年9月前名为蘇希奧夫拉赫（烏克蘭語：Сухий Овраг），是位於烏克蘭西南部的村莊，由敖德萨州贝雷济夫卡区的米科拉伊夫卡市鎮負責管轄。該村始建於1918年，面積0.67平方公里，海拔高度129米，2001年人口101，人口密度每平方公里150.75人。
2024年9月19日，乌克兰最高拉达将此村的名字改为苏希亚尔。